# Конституция (Степное Уложение) Республики Калмыкия
Степное Уложение (Конституция) Республики Калмыкия (калм. Хальмг Таңhчин Теегин Йосна Бичг (Конституц)) — основной закон и высший нормативно-правовой акт Республики Калмыкия в составе Российской Федерации.
Принята 5 апреля 1994 года. Степное Уложение (Конституция) имеет высшую юридическую силу, прямое действие и применяется на всей территории Республики Калмыкия в пределах её полномочий.

## Структура
Действующее Степное Уложение (Конституция) Республики Калмыкия состоит из заглавия, преамбулы, 48 статей, заключительных и переходных положений.
- заглавия «Да будет благополучие!»
- преамбулы «Мы, многонациональный народ Республики Калмыкия,
  - признавая общность исторических судеб народов великой России,
  - будучи преисполнены решимостью сохранения государственного единства Российской Федерации,
  - соединив с этим свои помыслы и волю,
  - сознавая ответственность перед прошлыми, нынешним и будущими поколениями,
  - исходя из приоритета общечеловеческих ценностей,
  - свидетельствуя уважение к правам других народов и готовность к сотрудничеству с ними,
  - выражая своё стремление к миру и благоденствию,
  - сохраняя нашу исторически сложившуюся государственность,
  - торжественно провозглашаем и принимаем настоящее Степное Уложение (Конституцию) Республики Калмыкия».

## Конституционные поправки в Степное Уложение (Конституцию) Республики Калмыкия
С изменениями от 14.09.1995 N 8-ЗС, Законов Республики Калмыкия от 31.10.1995 N 27-I-З, от 25.05.1998 N 109-I-З; от 02.08.1998 N 121-I-З; от 03.01.1999 N 4-II-З; от 13.06.2000 N 65-II-З; от 13.11.2000 N 83-II-З; от 28.02.2003 N 285-II-З; от 16.02.2004 N 8-III-З; от 25.06.2004 N 26-III-З; от 04.07.2005 N 205-III-З; от 29.07.2005 N 219-III-З; от 17.02.2006 N 253-III-З; от 16.10.2006 N 289-III-З; от 23.04.2007 N 346-III-З; от 01.10.2007 N 375-III-З; от 20.12.2007 N 386-III-З; от 24.09.2009 N 127-IV-З; от 09.04.2010 N 174-IV-З; от 29.06.2012 N 358-IV-З; от 09.06.2018 N 290-V-З; от 14.12.2020 N 137-VI-З; от 12.03.2021 N 157-VI-3.

## История Степного Уложения (Конституции) Республики Калмыкия
Степное Уложение (Конституция) Республики Калмыкия принятo 5 апреля 1994 года Конституционным Собранием Республики Калмыкия — Хальмг Тангч. Документ заменил собой Конституцию Республики Калмыкии — Хальмг Тангч, которая была принята 30 мая 1978 года.
Согласно ст.34 Конституции Калмыкии, принятие Степного Уложения (Конституции) Республики Калмыкия и поправок к нему, а также принятие законов Республики Калмыкия и постановлений, внесение в них изменений это полномочия Народного Хурала (Парламента) Республики Калмыкия.
К разработке новой конституции республики тогда были привлечены многие известные юристы: В.С. Сергеев, В.Б. Шипиев, К.Н. Максимов, Е.Э. Дакинов, Н.Ц. Хазиков, а также депутаты республиканского Парламента: Ю.Б. Сенглеев, А.К. Манджиев, М.Э. Конеев и другие.
Степное Уложение (Конституция) совершенствуется и меняется в соответствии с требованиями времени. Более чем за четверть века в Конституцию внесено 22 поправки. Первая датирована 14 сентября 1995 года, последняя – 12 марта 2021 года. Поправки носили разный характер, в том числе редакционный, в соответствии с развитием федерального законодательства, внедрения новых терминов и так далее. Так, внесением изменений от 24 июля 1998 года депутаты Народного Хурала (Парламента) Республики Калмыкия стали избираться сроком на 5 лет вместо 4-х. А в 1999 году Глава Республики Калмыкия (Президент) стал избираться не на 7, а на 5 лет.
В 2000-х был внесен большой пакет поправок, касаемых полномочий Главы Республики Калмыкия и Народного Хурала. В 2006 году поправки касались уточнения статуса и основных полномочий высшего должностного лица Калмыкии. 17 февраля 2006 г, когда парламент республики внес поправки в Конституцию и ряд республиканских законов, уточняющих статус и основные полномочия президента Калмыкии. Депутатами принят закон РК о внесении изменений и дополнений в Степное Уложение (Конституцию) и некоторые нормативные правовые акты Республики Калмыкия. Согласно документу, изменяется наименование высшего должностного лица Калмыкии — президент на главу республики, при этом должность вице-президента будет упразднена. Данный законопроект прошёл все необходимые согласования и экспертизы, получил положительные заключения, в том числе правоохранительных органов. Главой республики может стать гражданин РФ, достигший 30 лет, который наделяется соответствующими полномочиями по представлению президента РФ Народным Хуралом сроком на пять лет. Статьи закона, касающиеся порядка наделения гражданина полномочиями главы республики, вступят в силу по истечении срока полномочий действующего президента Калмыкии. Полномочия президента РК Кирсана Илюмжинова истекли в 2007 году.
Депутаты VI созыва Народного Хурала (Парламента) Республики Калмыкия внесли поправку, связанную с изменением в формулировке: «член Совета Федерации Федерального Собрания Российской Федерации» был заменен на «сенатор». Кроме того, статья 44 была изложена в следующей редакции: прокурор Республики Калмыкия назначается на должность после консультаций с Советом Федерации Федерального Собрания Российской Федерации и освобождается от должности Президентом Российской Федерации.
11 марта 2021 года в ходе 22-й сессии Народного Хурала (Парламента) Республики Калмыкия был принят Закон Республики Калмыкия «О внесении изменений в Закон Республики Калмыкия «О праздничных и памятных днях в Республике Калмыкия». Ранее согласно действующей редакции закона День принятия Степного Уложения (Конституции) Республики Калмыкия – 5 апреля был установлен нерабочим праздничным днем.
День Конституции РФ (12 декабря) согласно федеральному законодательству с 1 января 2005 года был исключен из списка нерабочих праздничных дней. С учётом практики федерального законодательства День принятия Степного Уложения (Конституции) Республики Калмыкия — 5 апреля на 22-й сессии Народного Хурала (Парламента) Республики Калмыкия поправкой в закон было предложено исключить из числа нерабочих праздничных дней и установить памятным, рабочим днём.
Конституция полностью соответствует федеральному законодательству и свободно распространяется на территории Республики.
5 июля 2020 года Глава Республики Калмыкия Бату Хасиков во время видеообращения к населению республики, которое было посвящено 100-летию автономии, заявил, что считает необходимым внести поправки в Степное Уложение (Конституцию) Республики Калмыкия, т. к. нынешняя редакция основного закона устарела и не соответствует логике современных процессов, особенно после внесения поправок в Конституцию Российской Федерации в 2020 году.